# Choucas des tours
Ne doit pas être confondu avec Chocard à bec jaune.
Espèce
Statut de conservation UICN

 LC  : Préoccupation mineure
Synonymes
- Corvus monedula

Répartition géographique
Le Choucas des tours (Coloeus monedula), aussi appelé corbeau choucas, choucas ou corneille des clochers, est une espèce d'oiseaux de la famille des corvidés.

## Description

### Morphologie
De taille moyenne parmi les corvidés (33–39 cm), cet oiseau présente un plumage noir avec la nuque et les côtés de la tête gris aux reflets bleus. Ses yeux ont la particularité d'avoir un iris allant du bleu très clair au gris presque blanc, particulièrement visible.
Si le mâle et la femelle sont semblables d’aspect, les femelles sont en moyenne plus petites que les mâles (même si les amplitudes des dimensions se chevauchent). Ainsi elles font entre 193 g et 250 g, tandis que les mâles peuvent faire entre 224 g et 257 g.
Chez les juvéniles, le plumage est terne, teinté de brun et l’iris est bleu.

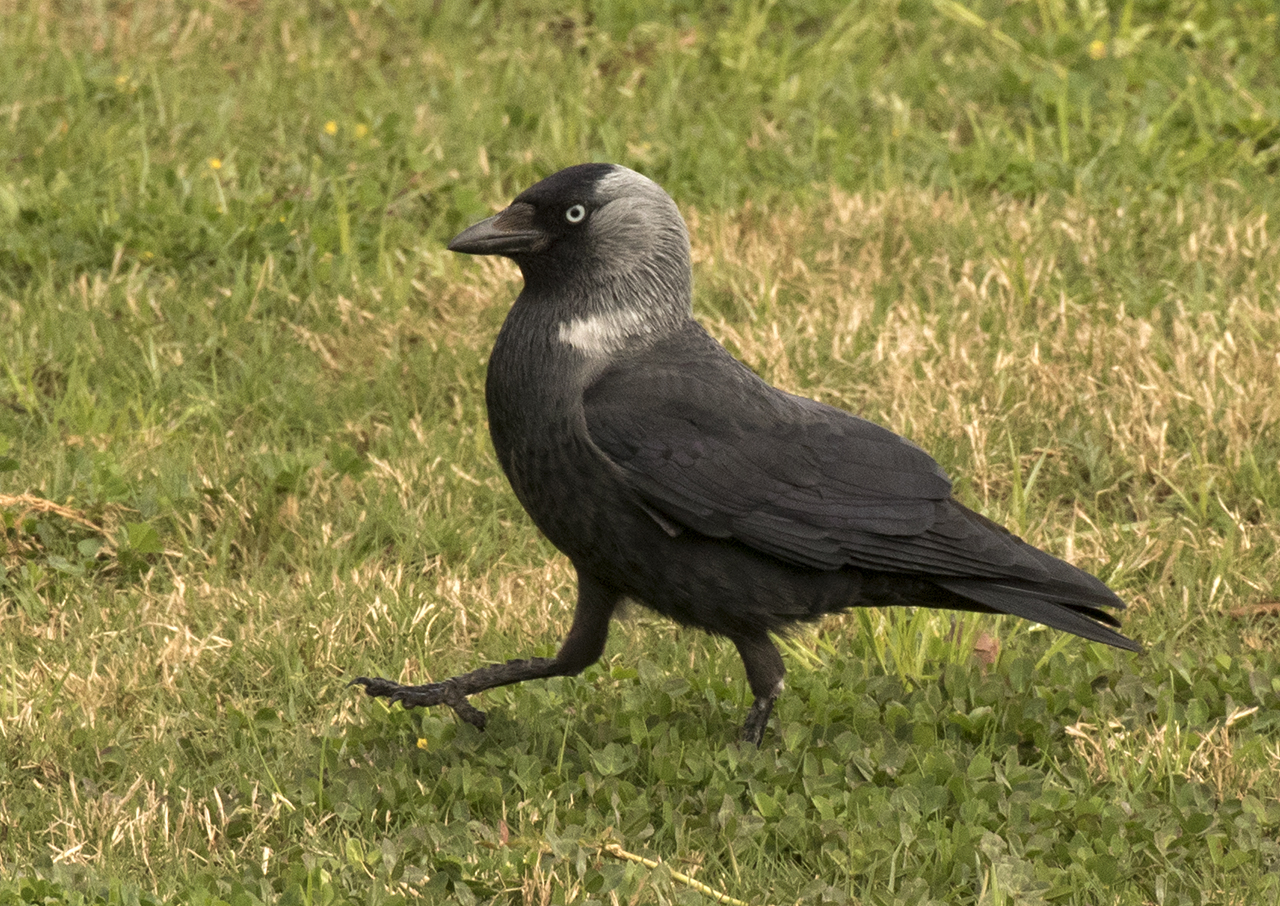
Individu adulte.
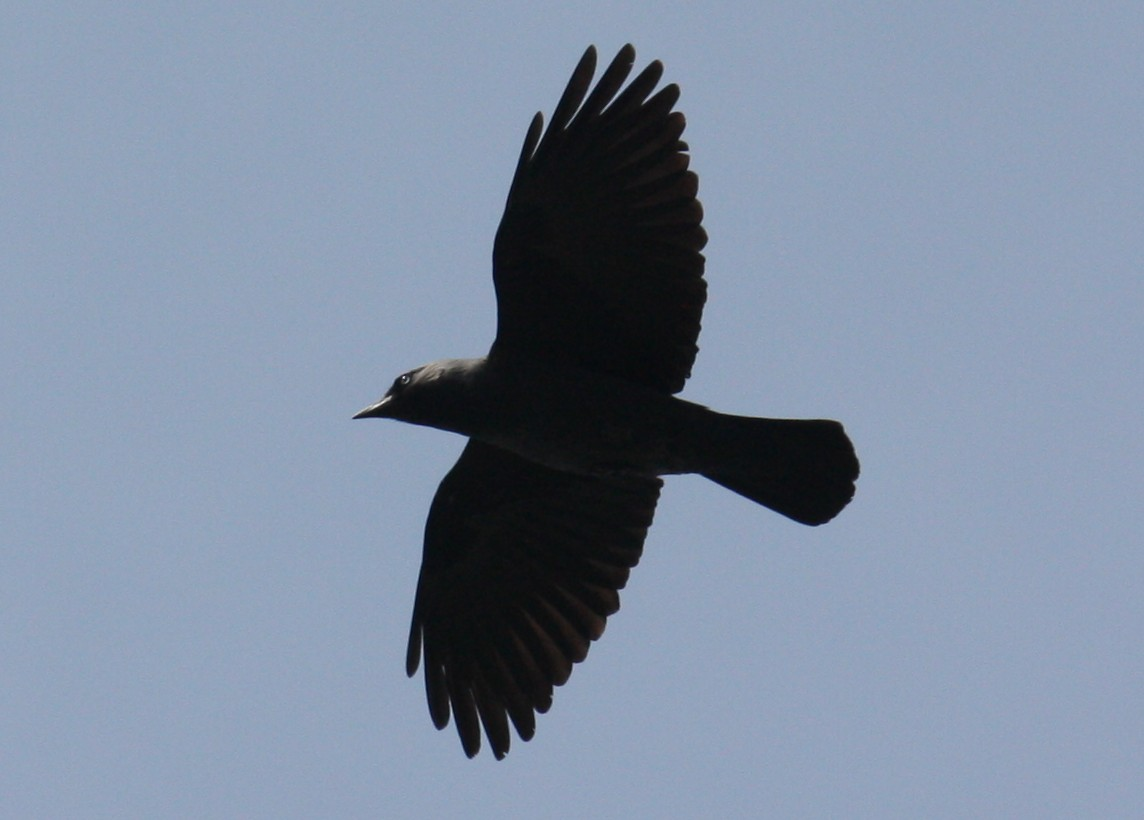
Oiseau en vol.
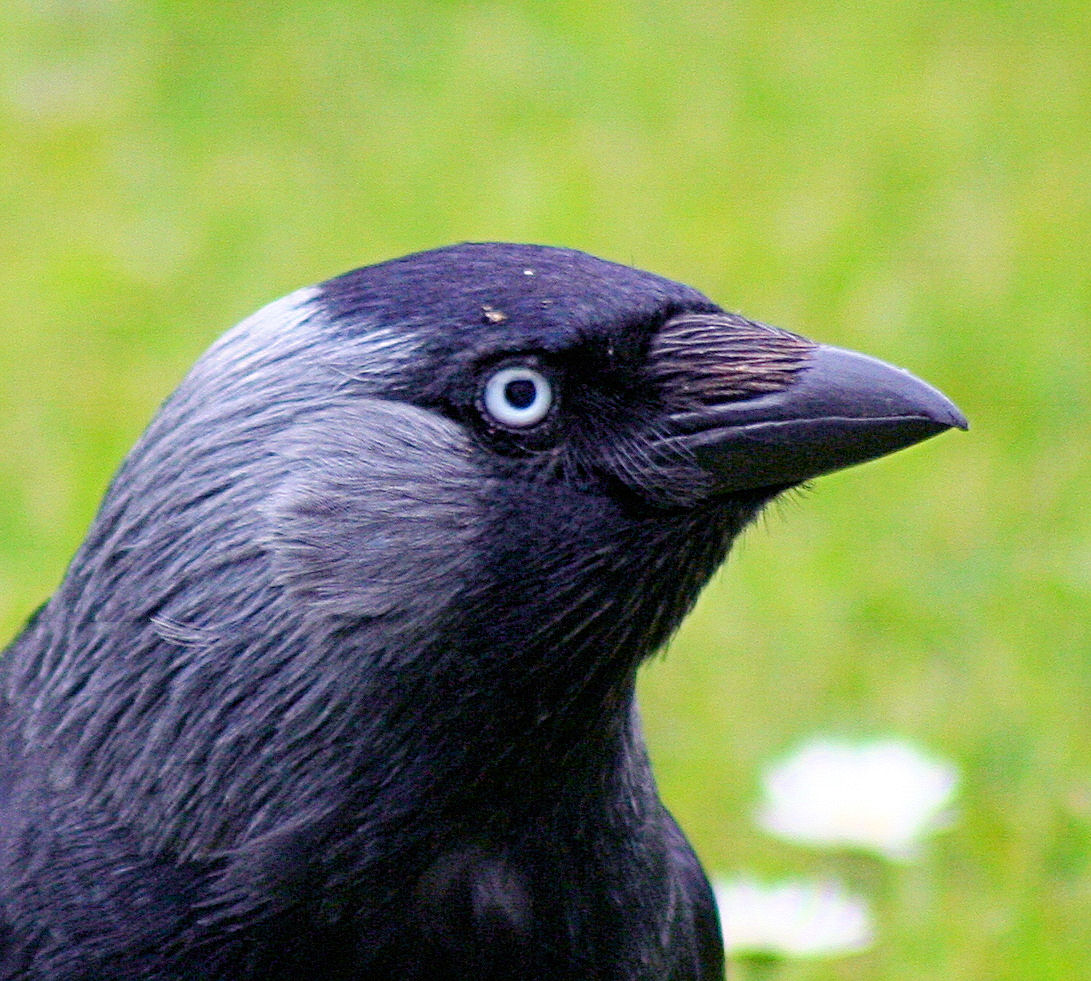
Détails de la tête.
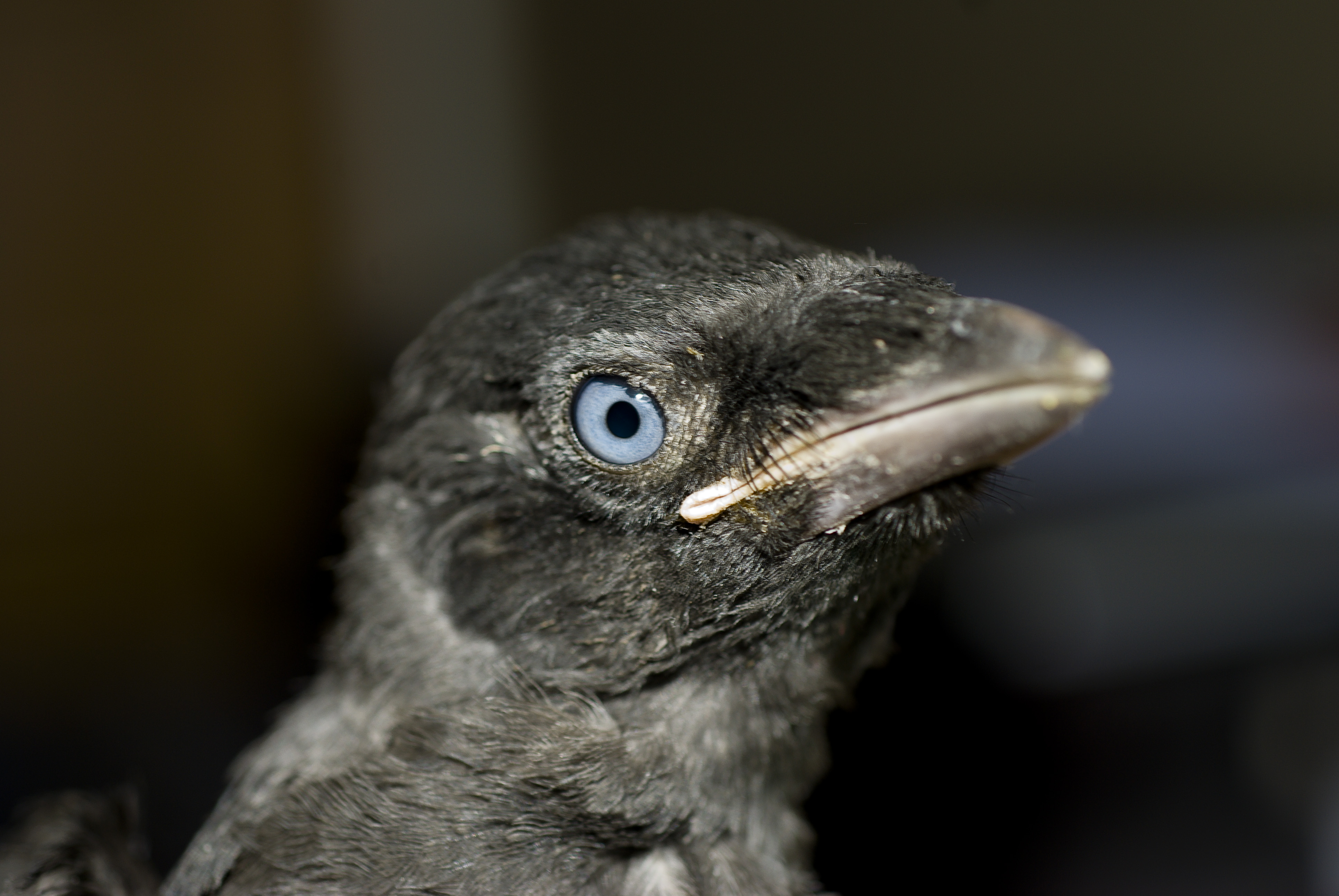
Juvénile.
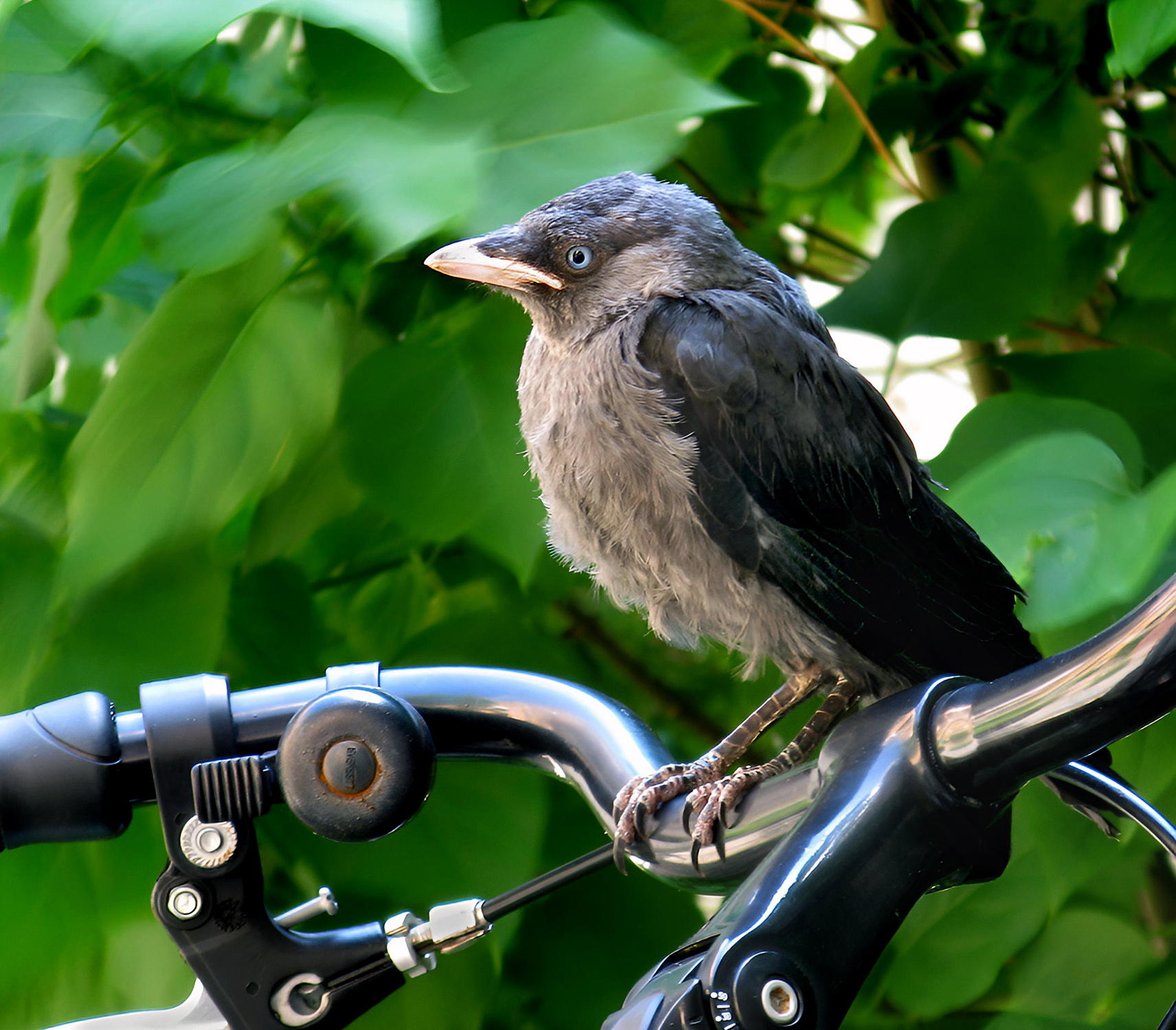
Juvénile.

### Confusions possibles
Les choucas des tours peuvent être confondus avec d'autres corvidés, notamment la Corneille noire ou le corbeau freux, mais ils restent reconnaissables par la couleur de leurs iris et leur plus petite taille. Leur cri facilite leur identification lorsque ceux-ci se trouvent en bandes mixtes ou en vol.
Choucas est utilisé à tort pour nommer le chocard à bec jaune (Pyrrhocorax graculus), un autre corvidé de taille et de poids approximativement équivalents, vivant essentiellement en zone montagnarde. Les deux espèces se distinguent en particulier par la couleur du bec, noire chez le choucas et jaune chez le chocard, et celle des pattes, noire chez le choucas et rouge chez le chocard. Le choucas ne dépasse pas en général l'altitude de 1 000 mètres, mais on en a observé jusqu'à 2 000 mètres, alors que le chocard est un planeur des cimes hors pair.

## Comportement

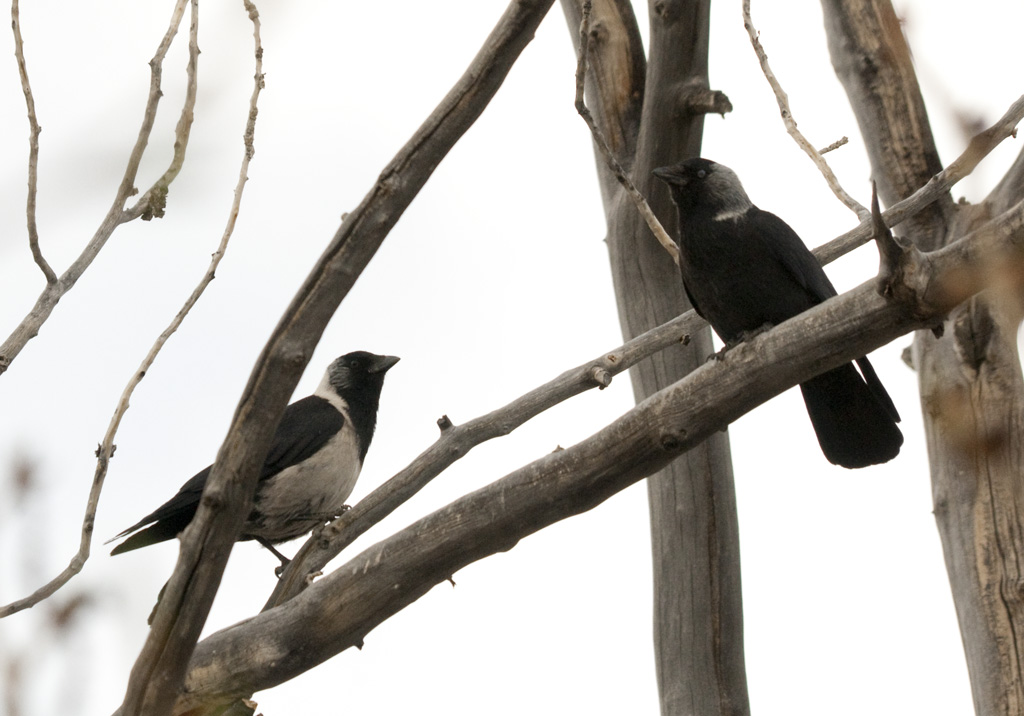
Choucas avec une corneille mantelée. Le choucas côtoie volontiers d'autres espèces de corvidés.

### Alimentation
Comme la majorité des corvidés, le choucas est omnivore : graines, fruits,  ,légumes, insectes, vers, escargots, grenouilles et même miettes des promeneurs sont recueillis au sol ; mais il est aussi opportuniste et pille volontiers les nids.
Cependant, les insectes représentent une part plus importante du régime du choucas que chez d’autres corvidés. Il est donc parfois considéré comme un bon auxiliaire de l'agriculture quand le nombre d’individus n’est pas trop important.

### Comportement social

#### Organisation sociale
C'est une espèce grégaire que l'on peut rencontrer en bande avec les corbeaux freux, les corneilles noires ou les étourneaux. Les choucas forment des couples monogames et sont fidèles tout au long de leur vie. Les colonies peuvent ainsi être composées de quelques couples, jusqu'à une cinquantaine.
Le soir, les choucas peuvent se rassembler par centaines pour passer la nuit dans des arbres-dortoirs. Le matin, au lever du soleil, les individus émettent des vocalisations pendant de longues périodes, dont l'intensité augmente au fur et à mesure de l'approche du décollage collectif des oiseaux. Cet envol est ainsi coordonné entre l'ensemble des individus, ces derniers s'envolant tous en quelques secondes.

#### Capacités cognitives
Certains auteurs comme Aristote leur attribuent un comportement cleptomane avec une attirance pour les objets brillants ; mais cela n'a jamais été démontré. Par ailleurs, cette attitude également attribuée à la pie bavarde, a récemment été invalidée par une étude polonaise.
Les mœurs du choucas ont été remarquablement étudiées et décrites par Konrad Lorenz, un des pères de l'éthologie. Récemment, il a été montré que ces oiseaux sont sensibles à la direction du regard d'un humain et aussi que certains individus ont mis au point des outils, comportements qui semblaient jusqu'alors limités aux grands singes. Lorenz a également montré — dans le cadre de ses travaux sur l'empreinte — qu’un choucas élevé par un humain rejoindra s’il le peut une troupe de choucas dès qu’il sera en état de voler ; néanmoins, à sa maturité sexuelle, il adoptera un comportement de parade à l’égard d’êtres humains, et non de ses congénères.
D'autres travaux récents suggèrent qu'il existe une forte affinité entre les membres d'un couple, mais aussi au sein des familles et des colonies. Les choucas seraient ainsi prosociaux et capables de coopération.

### Reproduction
La maturité sexuelle est atteinte par les individus autour de l'âge de 2 ans.
Les couples se forment au début du printemps et resteront ensemble toute leur vie. Les partenaires chercheront ensuite une cavité pour y construire un nid assez sommaire fait de branchettes, d'herbes, de bouts de laine, de crins, de plumes, etc. À partir de fin avril à mi-mars, la femelle pond quatre à six œufs. Ceux-ci sont très pâles, bleu ou bleu-vert, moucheté de taches sombres. Ils sont plus petits que ceux des corneilles ou les corbeaux. La femelle couve seule les œufs, pendant 14  à   20 jours, tandis que le mâle la nourrit. Les petits sont ensuite élevés par les deux parents et quittent le nid au bout de 30  à   45 jours.
Le choucas a une longévité pouvant atteindre 19 ans.

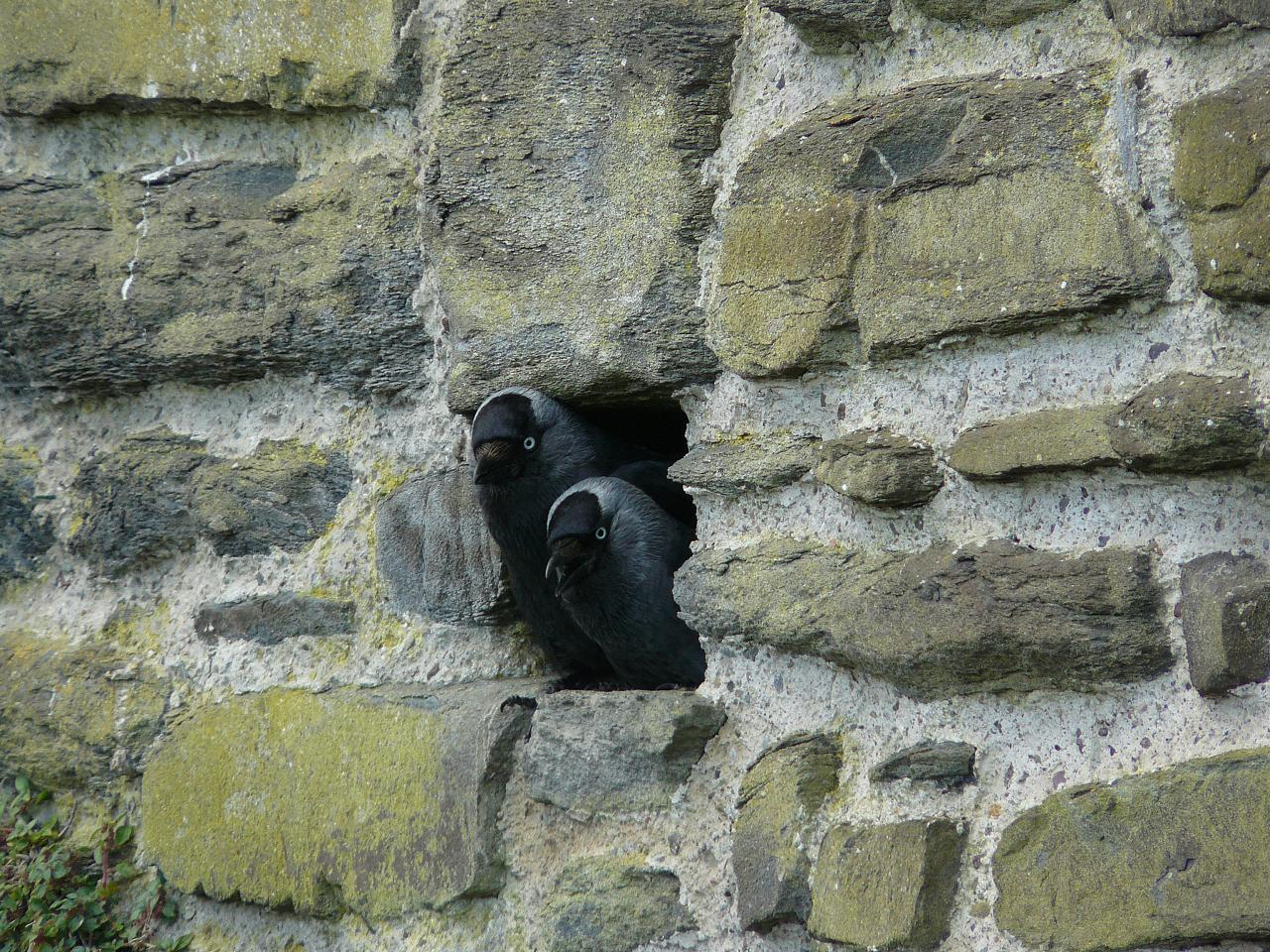
Couple de choucas dans un nid.
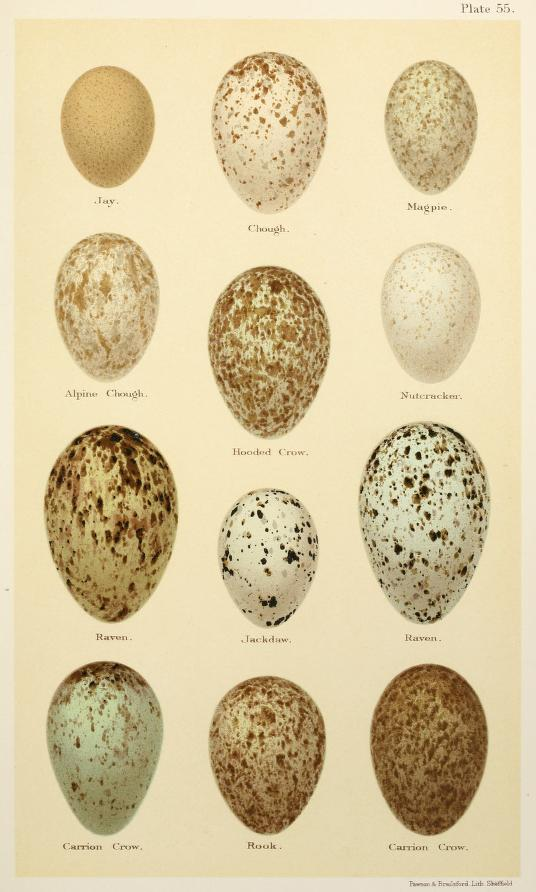
Comparaison de différents œufs de corvidés (choucas : 3 rangée en partant du haut, milieu).
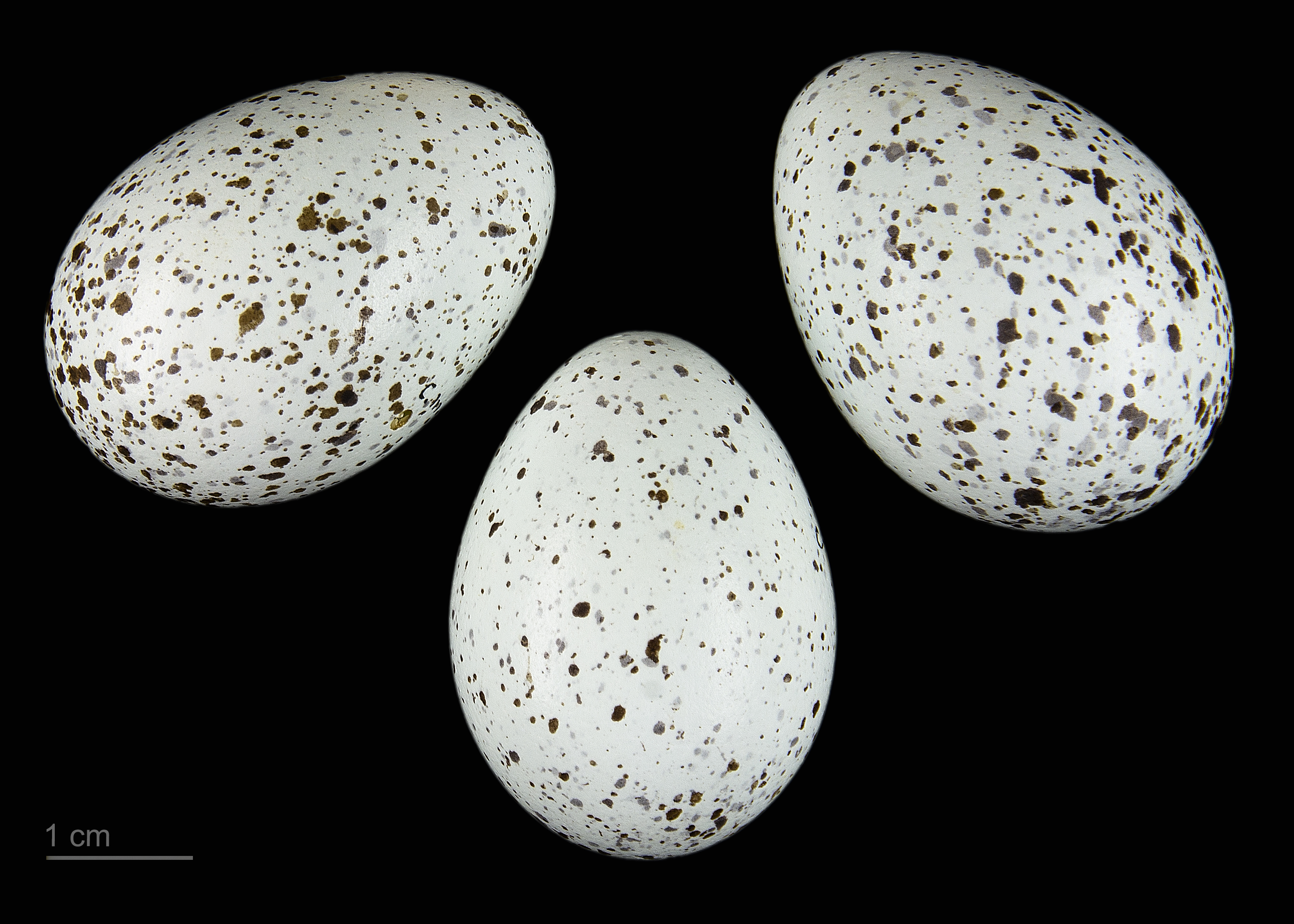
Coloeus monedula.
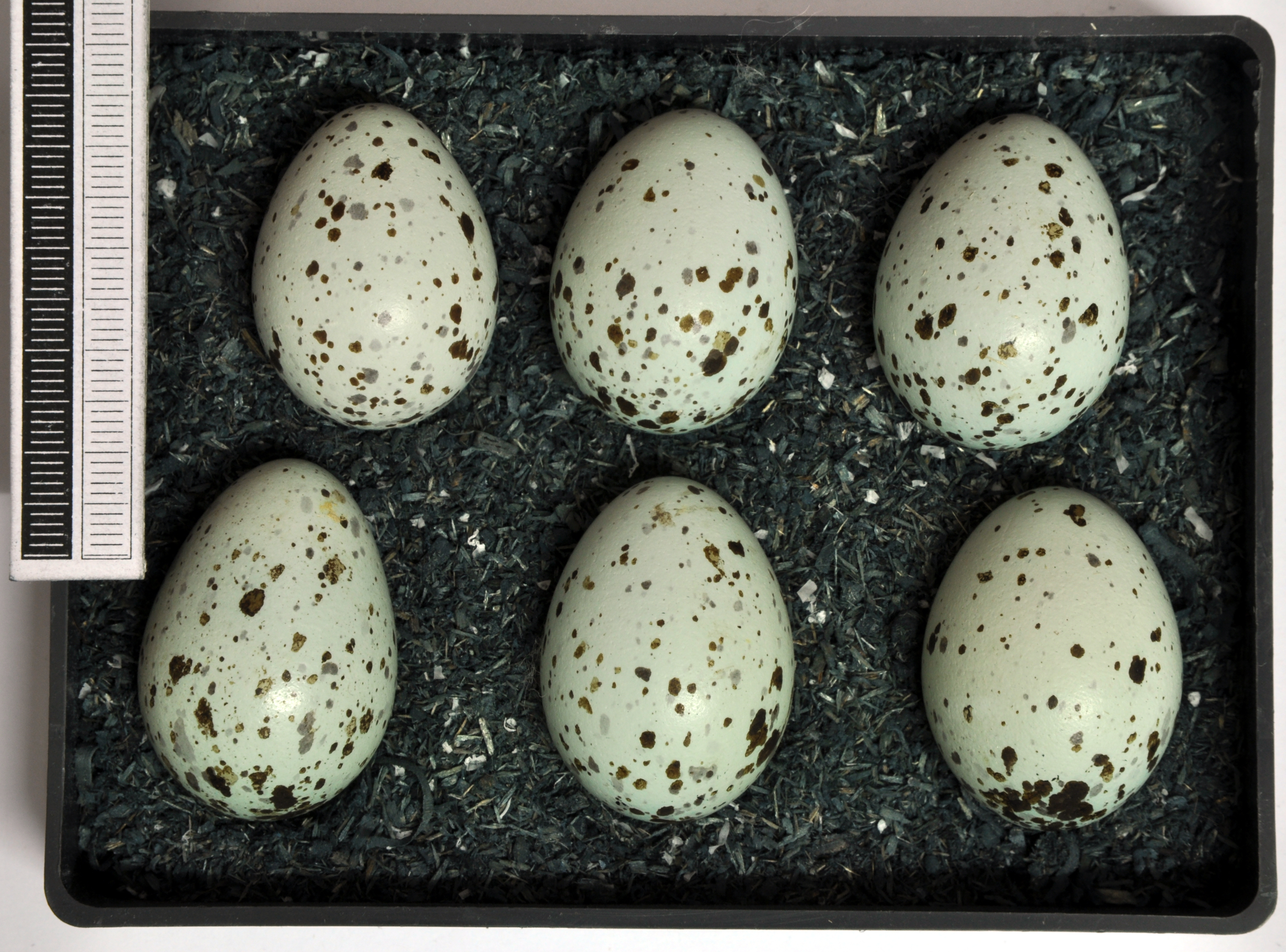
Œufs de choucas des tours.
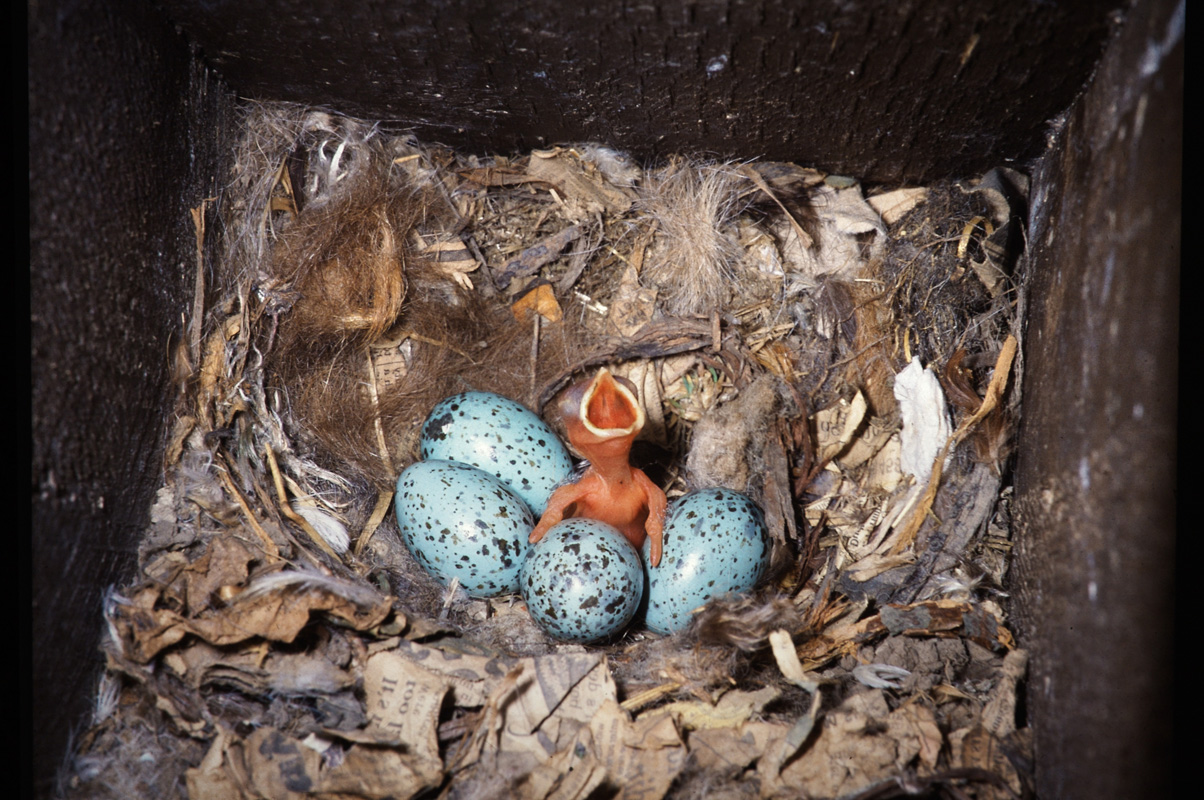
Nid de choucas dans un nichoir.

## Répartition et habitat

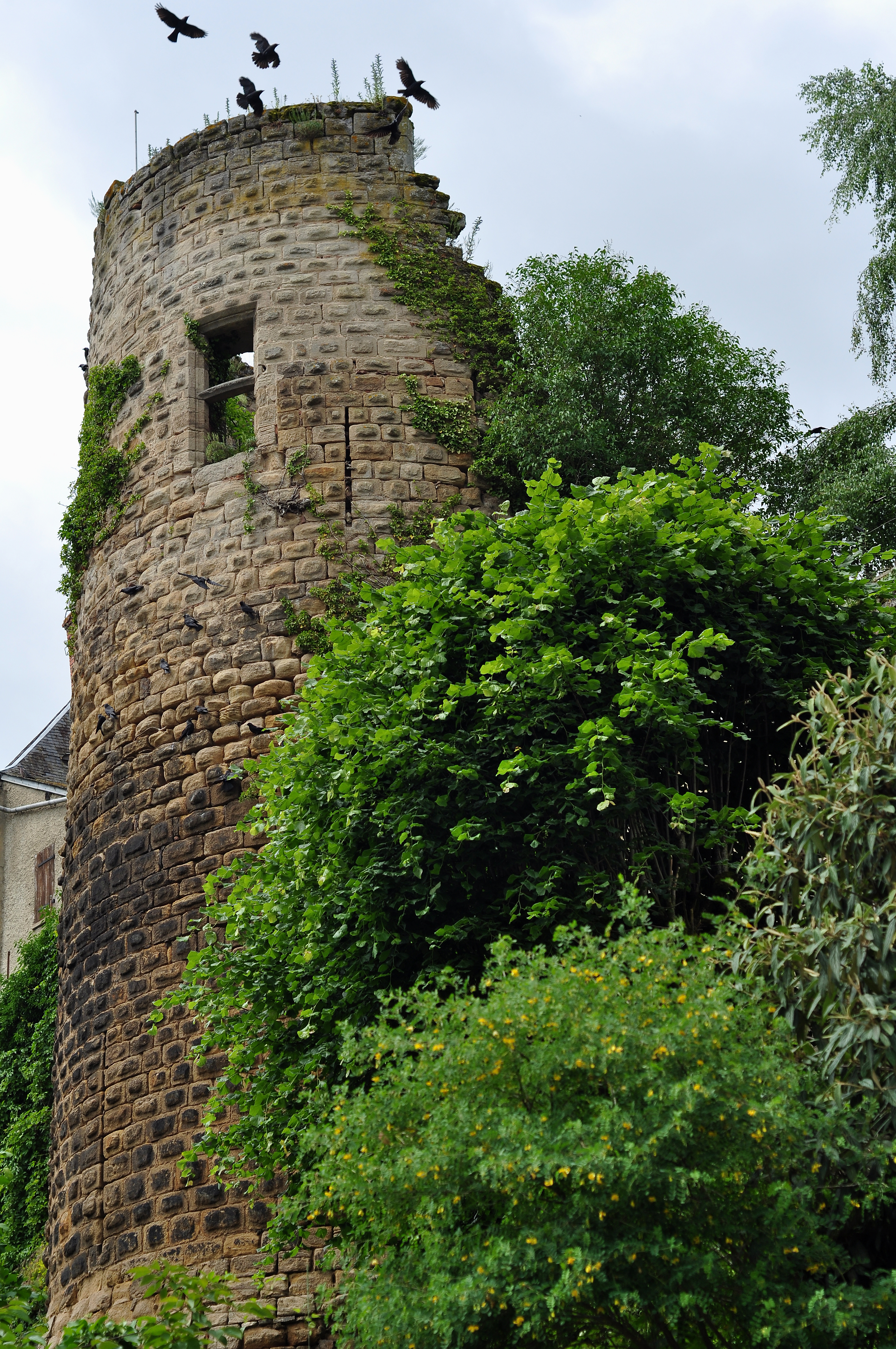
Une vingtaine de choucas au château de Bourbon-l'Archambault.

### Répartition
Le choucas des tours est originaire des steppes[réf. nécessaire]. Il vit dans une grande partie de l'Europe (à l'exception de l'extrême nord) et de l'Asie occidentale ainsi que dans le nord du Maghreb.
En France, les choucas sont sédentaires, mais ils peuvent être rejoints en hiver par des individus migrateurs du nord et de l’est de l’Europe.

### Habitat
Le choucas a une bonne capacité d’adaptation, ce qui lui permet d’occuper divers milieux (à l’exception de zones de haute montagne), qu’ils soient urbains, ruraux ou liés à l’activité humaine.
Cavernicole, il cherche toutefois un habitat offrant de nombreuses cavités pour les colonies.
Relativement peu farouche, on le retrouve en zone urbaine, même au voisinage de l'homme : des ruines élevées, des châteaux-forts, des tours en pierres, une anfractuosité de falaise rocheuse, un front de carrière abandonnée, un arbre creux dans un parc… En zone rurale, il peut nicher dans des espaces liés à l’activité humaine, comme de vieux bâtiments, des carrières, etc. Enfin, on le retrouve toujours dans ses habitats traditionnels comme les falaises, les grands arbres, etc.
En hiver et le matin en automne, quand la température de l'air est assez basse et humide, le choucas et le corbeau recherchent la chaleur dans les villes en venant se poser sur les toits des maisons et immeubles, et se perchent sur les conduits de ventilation débouchant sur les toits, pour profiter de l'air chaud qui en sort.

## Taxonomie et systématique

### Nom et étymologie
Le choucas des tours est un corvidé du genre Coloeus. Seules deux espèces appartiennent à ce genre, la deuxième étant le choucas de Daourie.
Son nom binomial est également composé du terme monedula, dérivé de la racine latine moneta signifiant "monnaie", car on attribuait au choucas un comportement cleptomane et une attirance pour les pièces et autres objets brillants.
Le nom du choucas des tours a probablement une origine onomatopéique. Il serait relié au provençal caucala (qui désigne la corneille) et chouca (qui désigne le cri de la corneille). De la même racine sont issus le néerlandais kauw qui désigne le choucas des tours, et l'anglais chough qui a également une origine onomatopéique et désigne le crave à bec rouge. En français, les trois espèces, choucas des tours, crave à bec rouge, chocard à bec jaune, sont fréquemment confondues et couramment appelées indistinctement choucas ; elles partagent une même étymologie.
Il était appelé vulgairement « chochotte ». À l'origine affectueux — comme en témoigne le titre Allons-y chochotte, mélodie d'Erik Satie —, le qualificatif est devenu plus hostile de nos jours.
En slovène et en tchèque, le choucas est appelé kavka, dont le dérivé a donné le patronyme Kafka,.

### Sous-espèces
Cet oiseau est représenté par quatre sous-espèces :
- Coloeus monedula monedula (Linnaeus, 1758) de Scandinavie, le sud de la Finlande, l’est de l’Allemagne, la République tchèque, l’Autriche, la Hongrie. Cette sous-espèce est parfois appelée Choucas des tours nordique ;
- Coloeus monedula spermologus (Vieillot, 1817) de l'ouest et du sud de l'Europe et du nord-ouest de l'Afrique ;
- Coloeus monedula soemmerringii (Fischer von Waldheim, 1811) de l'est et du sud-est de l'Europe jusqu'au sud de la Sibérie et l'ouest de la Chine. Cette sous-espèce est parfois appelée Choucas des tours oriental[20] ;
- Coloeus monedula cirtensis (Rothschild & Hartert, 1912) du nord de l'Algérie.

## Le choucas et l'homme

### Dans la culture

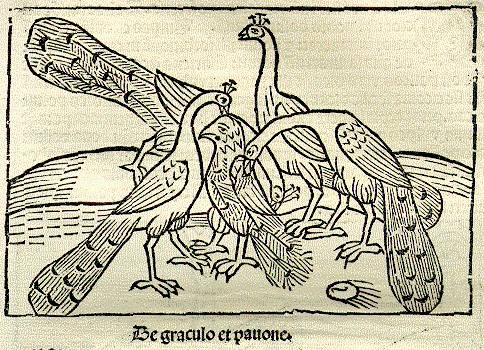
Représentation de Le Choucas et les oiseaux, d'Ésope.

#### Mythes et folklore
Le choucas est présent dans le mythe de la princesse Arne Sithonis, qui apparaît dans les Métamorphoses d'Ovide. Cette princesse, cupide et avide d'or, trahit son peuple en échange de pot-de-vin. Elle fut punie par les dieux qui la transformèrent en oiseau noir (qui fut assimilé au choucas), et condamnée à être attirée par les objets brillants.
Cet oiseau est aussi mentionné dans diverses fables d'Ésope :
- Le Paon et le Choucas
- Le Choucas et les corbeaux
- Le choucas et les oiseaux (dont les variantes font intervenir différentes espèces de corvidés comme dans Le Geai paré des plumes du paon de Jean de La Fontaine.)
- Le Choucas et les Pigeons
- Le Choucas échappé
- Le Choucas et le renard

On le retrouve également dans une fable des Frères Grimm « Der schweidnitzer Rathsmann », dans laquelle un vieil homme dresse un choucas à dérober de la monnaie.
Le choucas est associé dans la Chrétienté à l'image du philosophe, mais de manière négative, qui aurait un discours trompeur, ou de l'hérétique.

#### Culture
Le choucas est évoqué dans Watten, récit de Thomas Bernhard.
Dans le jeu-vidéo Assassin's Creed Black Flag le navire du héros est baptisé Jackdaw, il s'agit du nom anglais du choucas des tours.

### Domestication et captivité
Le choucas a parfois été capturé et élevé comme animal de compagnie. En effet, comme pour d'autres espèces d'oiseaux, les individus imprégnés restent ensuite proches de l'Homme.
En France, cette pratique est aujourd'hui interdite.

### Dégâts agricoles et feux de cheminée
Comme d'autres espèces de corvidés, les choucas causent  des dégâts aux cultures, notamment en Bretagne ( Finistère) et Pays de la Loire. Ceci s'explique par le fort accroissement du nombre d'individus depuis plusieurs années,.
Bien que protégés, les choucas font donc l'objet d'arrêtés préfectoraux dans certains départements qui autorisent leur destruction, soit plusieurs milliers d'individus.
Des associations de protection de l'environnement se mobilisent pour faire suspendre ces arrêtés préfectoraux et mettre en place des alternatives à la destruction des choucas. Le 14 juin 2022, le tribunal administratif de Rennes suspend trois arrêtés préfectoraux autorisant l'abattage de 25 800 choucas des tours.
Leurs nids peuvent provoquer des incendies aux niveaux des conduits de cheminées.[réf. nécessaire]

### Statut juridique et de conservation
- En France, au niveau national, l'espèce est classée comme protégée par l’arrêté ministériel du 29 octobre 2009 fixant la liste des oiseaux protégés sur l’ensemble du territoire et les modalités de leur protection : Article 3[31].
- Au niveau européen, elle est inscrite dans la liste de la directive 2009/147/CE du 30 novembre 2009, dite « directive oiseaux », dans l' Annexe II/PARTIE B déterminant les espèces qui peuvent être chassées seulement dans les États membres pour lesquels elles sont mentionnées (La France n'en faisant pas partie)[32].
- Au niveau international, elle est inscrite à l'annexe III de la Convention de Berne de 1979, qui fait la liste des espèces animales protégées[33].

À la différence d'autres corvidés (pie bavarde, corbeau freux et geai des chênes), les choucas ne sont pas considérés comme nuisibles et ne figurent pas sur la liste des espèces susceptibles d'occasionner des dégâts en France.
Ils font cependant régulièrement l'objet d'arrêtés préfectoraux autorisant leur abattage dans plusieurs départements : Finistère, Côtes d'Armor, et Morbihan.